# Winterpalast des Bogd Khan

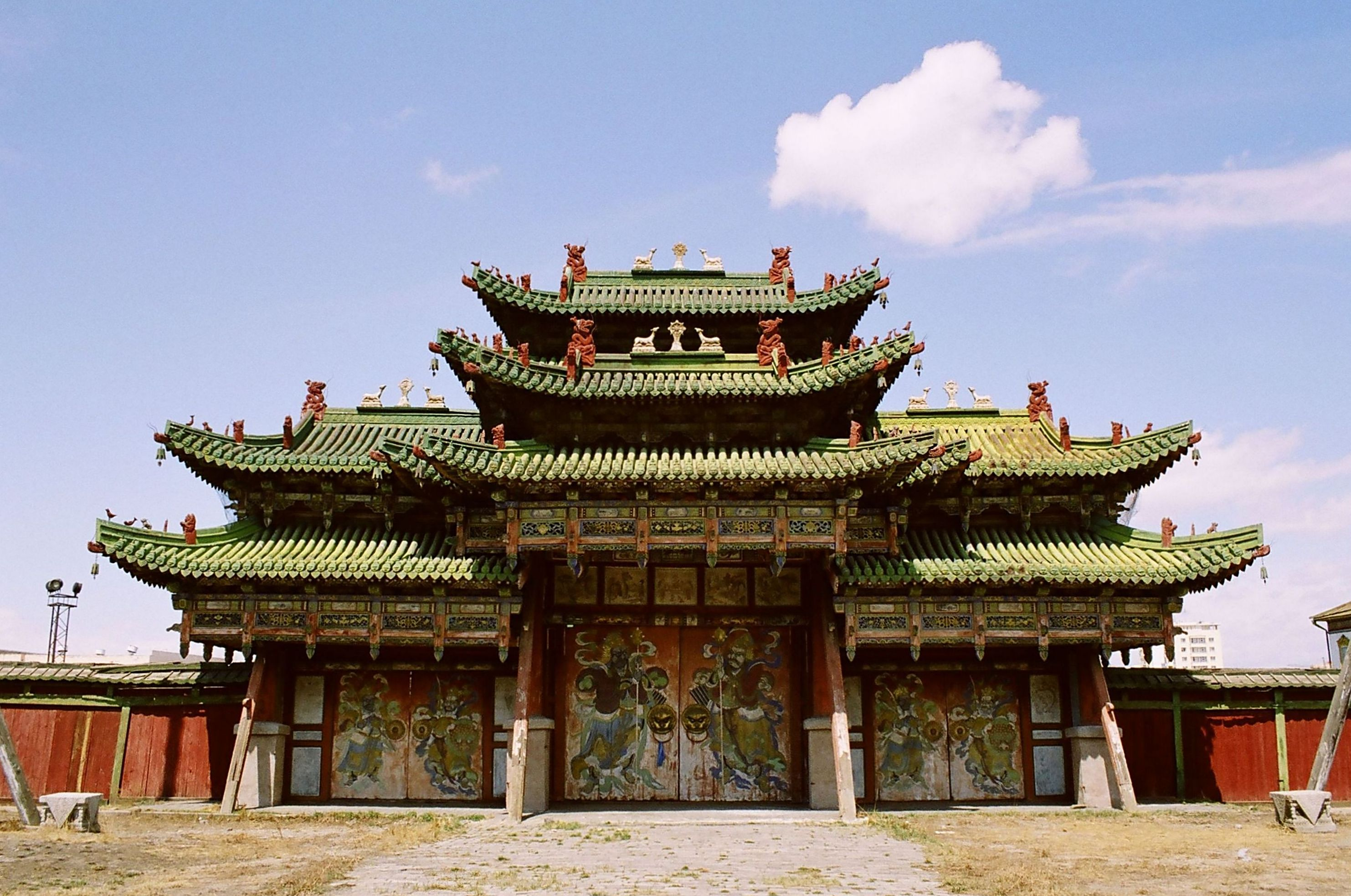
Ein Tor des Palasts

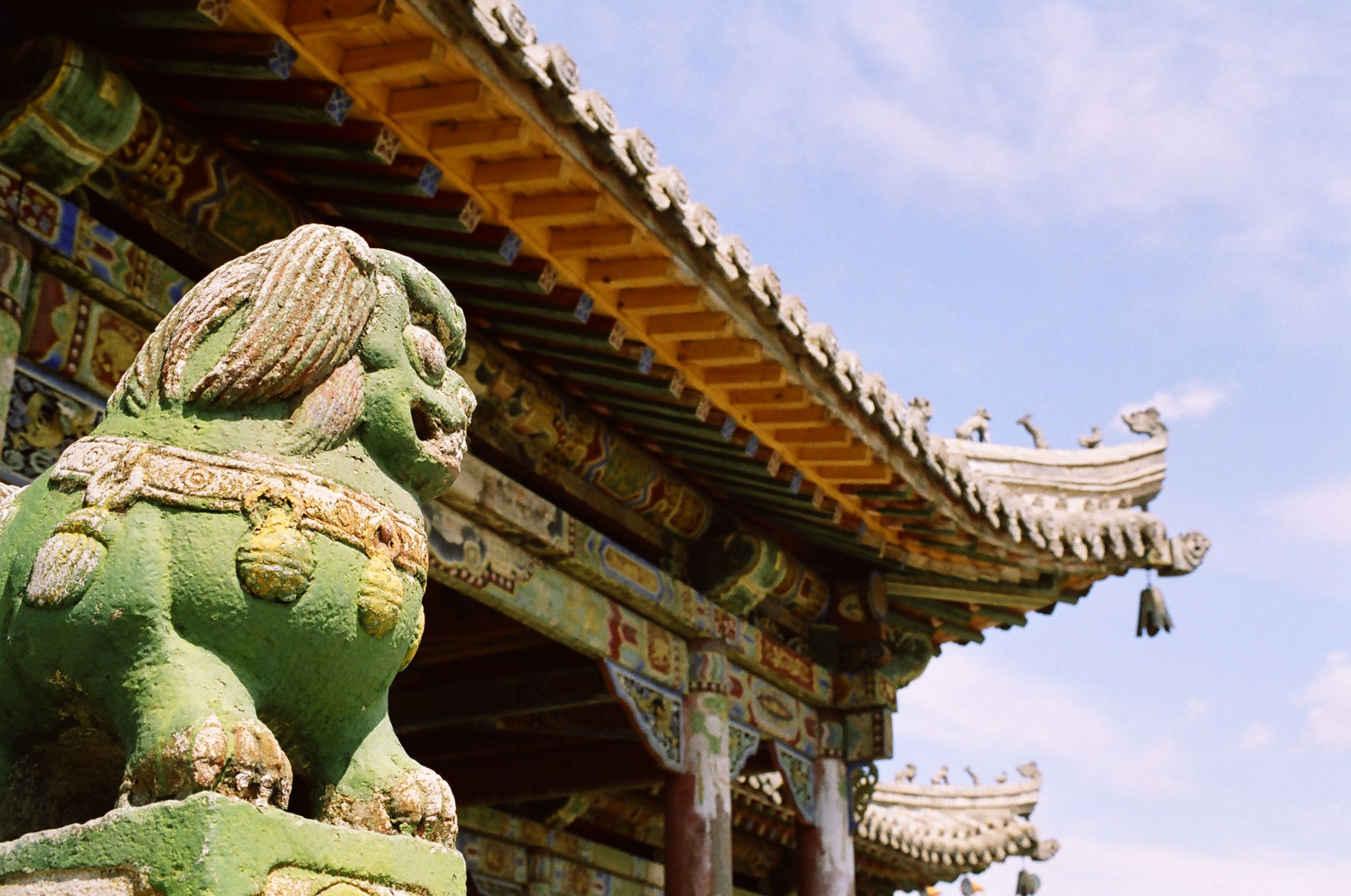
Bemalter steinerner Löwe als Wächter einer der Hallen

Der Winterpalast des Bogd Khan steht im Süden von Ulaanbaatar, der Hauptstadt der Mongolei, an einer Straße nach Zaisan.
Der Palast, heute ein Museum, wurde 1905 nach Plänen eines russischen Architekten errichtet, der dem direkten Befehl von Zar Nikolaus II. unterstellt war. Dies ist die einzige erhaltene von ursprünglich vier Residenzen des achten Jebtsundamba Khutukhtu, der später als Bogd Khan oder Herrscher der Mongolei proklamiert wurde.
Der Komplex umfasst sechs Tempel. Vieles aus dem Besitz des Bogd Khan wird ausgestellt wie sein Thron und sein Bett, seine Kunstsammlung und seine ausgestopften Tiere, sein kunstvoll geschmückter zeremonieller Ger und ein Paar zeremonieller Stiefel, die dem Khan vom russischen Zaren Nikolaus II. geschenkt wurden.